# Čonoplja
Čonoplja (srp.: Чонопља, nje.: Tschonopel, mađ. Csonoplya) je selo u Bačkoj u Vojvodini. Nalazi se u okolici grada Sombora.

## Zemljopisni položaj
Nalazi se na 81 metar nadmorske visine, na 45°49' sjeverne zemljopisne širine i 19°15' istočne zemljopisne dužine, južno od sela Lemeša, istočno od Sombora, zapadno od Telečke i sjeverno od Krnjaje.

## Upravna organizacija
Nalazi se u zapadnobačkom okrugu, u općini Sombor.

## Povijest
Prvi put se spominje u 14. stoljeću (1399.) kao Čonoklija odnosno Chomoklie, što daje za pretpostavku da su ga od starih vremena nastanjivali Slaveni. Ipak postoje utemeljeni razlozi da se vjeruje da je onda bilo i Mađara u to vrijeme.
U 17. stoljeću se u Čonoplju doseljavaju Hrvati iz skupine Bunjevaca, koji su do doseljavanja drugih naroda u Čonoplji bili izrazita većina.
U 18. i 19. stoljeću se doseljavaju Nijemci, Mađari i Slovaci, a izvori bilježe doseljenički val Mađara i bunjevačkih Hrvata 1750., 1752. Mađara i Slovaka, a 1786. iz Njemačke dolaze Nijemci iz Rume i Njemačke. Vremenom je udio Nijemaca od četvrtine stanovnika 1822. narastao na polovicu stanovništva 1931.
Čonoplja je bila jednim od mjesta somborskog kraja gdje je Radićev HSS imao svoje pristaše.
Početkom jeseni 1944. Nijemci bježe iz Čonoplje pred nadolazećim sovjetskim snagama. Nakon što su mjesec dana poslije Sovjeti zauzeli selo, počelo je odvođenje i ubijanje mjesnih Nijemaca i Mađara. Krajem prosinca je velika skupina mjesnih Nijemaca deportirana u Sovjetski savez. Preostali Nijemci su u srpnju 1945. odvedeni u logore u Đakovu i Kruševlju.
1945. su u Čonoplju naseljeni Srbi.
Dugo vremena je važila za bogato i napredno selo.
Današnja Čonoplja se nalazi zapadnije od položaja gdje su se prvotni stanovnici naselili. Oni su bili na jednoj visoravni, što je stvaralo problema za sušnijih godina, pa su se mještani premjestili podno Telečke.
1866. je Čonoplju, kao i još neka mjesta u Bačkoj (Baju, Čavolj, Bikić, Gornji Sveti Ivan) je pogodila kolera.

## Stanovništvo
Srbi čine apsolutnu većinu stanovništva.
Po popisu 2002., narodnosni sastav je bio:
- Srbi = 3093 (70,96%)
- Mađari = 668 (15,33%)
- "Jugoslaveni" = 160 (3,67%)
- Hrvati = 129 (2,96%)
- Bunjevci = 113 (2,59%)
- ostali

### Povijesna naseljenost
1940., od 4879 stanovnika, Čonoplja je bila sastava:
- Nijemci = 2597 (53,45%)
- Mađari = 1442 (29,68%)
- Hrvati = 721 (14,84%)
- Židovi = 38 (0,78%)
- Srbi = 38 (0,78%)
- Slovaci = 2 (0,04%)
- Rusi = 2 (0,04%)
- Rumunji = 1 (0,02%)
- ost. Slaveni = 3 (0,06%)
- ost. neslaveni = 15 (0,31%)

Nakon 2. svjetskog rata, u Čonoplju su se naseljeni stanovnici, njih više od 3 tisuće, s Korduna, odnosno iz slunjske (22. prosinca 1945.), cetingradske (21. studenog 1945.), vrginmostske i cazinske okolice. Ukupno je koncem prosinca u Čonoplju došlo 2496 osoba s Korduna.
- 1747.:   42
- 1803.: 2734
- 1889.: 5162
- 1940.: 4879
- 1953.: 5633
- 1961.: 5546
- 1971.: 5109
- 1981.: 4749
- 1991.: 4760
- 2002.: 4491

### Nijemci u Čonoplji
Do završetka drugog svjetskog rata, u Čonoplji je živila velika njemačka zajednica. Iako postoje pisani tragovi o Nijemcima u Čonoplji iz 1758., isti su se u najvećem broju naselili 16. svibnja 1786. godine, što je bio drugi veliki val doseljavanja ovdje.
Iako je na prijedlog izaslanika Freiherra Antona von Cothmanna, koji je 1767. posjetio Čonoplju, i bio je nezadovoljan njenim izgledom, ali oduševljen vinogradima, da se u nju nasele Nijemci, i to protestanti i reformirani Nijemci, taj je plan otpao, jer je postojeće stanovništvo bilo rimokatoličko.
Tako se u Čonoplju doselilo 119 katoličkih obitelji (prvotno planirano samo 109), od kojih je 30 dolazilo iz Elzasa i Lotaringije, 30 iz istočnog dijela Hünsrucka (gorje južno od Koblenza), te iz Češke i Moravske.
Drugo veliko naseljavanje Nijemaca je bilo u trećem velikom valu naseljavanja u Čonoplju 1803. – 1810.
Nijemci su se nalazili u južnom dijelu sela. Bili su nositeljima gospodarskog napretka.
1944. su Nijemci u najvećem broju protjerani iz Čonoplje, a postojali su i oni koji su se povukli zajedno s povlačenjem Wehrmachta.

### Mađari u Čonoplji
Prvo veliko naseljavanje Mađara bilo je 1752.
Drugo veliko naseljavanje Slovaka bilo je u trećem velikom valu naseljavanja u Čonoplju 1803. – 1810.

### Hrvati u Čonoplji
U zadnjem desetljeću 17. stoljeća, iz Bosne i Hercegovine te iz Dalmacije franjevci dovode Hrvate Bunjevce u Bačku. Doseljenici su bili obavljali graničarsku službu i štitili su Sombor od napada turske vojske. Bili su smješteni u Vojnom šancu oko Sombora. Kao nagradu za svoje ratničke zasluge, dobivali su posjede u Čonoplji i okolici.
1747., kad je osnovana današnja Čonoplja, u njoj su onda bile zabilježene sljedeće obitelji: Antolović, Bertić, Đurković, Raić, Tubić, Burnać, Džinić, Palić, Koprić, Kupković,Vidaković.
U trećem velikom valu naseljavanja u Čonoplju 1803. – 1810., bili su i Hrvati (upisani u knjigama kao Iliri), iz skupine Bunjevaca.
Nakon austrijsko-ugarske nagodbe 1867., bački su Hrvati bili izloženi intenzivnim aktivnostima mađarskih nacionalističkih vladajućih krugova. Bili su među glavnim metama mađarizacije.
U četvrtom velikom valu naseljavanja u Čonoplju 1945., bili su Hrvati iz slunjske okolice i s Korduna.
Do pred drugi svjetski rat, Hrvati su u Čonoplji činili sedminu stanovništva i bili su treća po brojnosti zajednica.
U Čonoplji imaju kulturno-umjetničko društvo "Bunjevačka grana". Djelovalo je Hrvatsko kulturno društvo August Šenoa.
O Čonoplji i čonopljanskim Hrvatima je pisao u monografiji i u svojim književnim djelima bački hrvatski književnik Ilija Džinić.

### Slovaci u Čonoplji
Prvo veliko naseljavanje Slovaka je bilo 1752.
Drugo veliko naseljavanje Slovaka je bilo u trećem velikom valu naseljavanja u Čonoplju 1803. – 1810.

### Srbi u Čonoplji
U najvećem su broju došli svršetkom Drugoga svjetskoga rata.
U četvrtom velikom valu naseljavanja u Čonoplju 1945., bili su doseljeni Srbi s Korduna i vrginmostske okolice.
U petom velikom valu naseljavanja u Čonoplju, došli su planski evakuirani Srbi iz pobunjenih dijelova Hrvatske.

### Židovi u Čonoplji
Iako malobrojni, u Čonoplji su imali svoju školu 1813.

## Zanimljivosti
Zanimljivost ovog kraja jest Čonopljansko jezero. '80-ih godina 20. stoljeća, mjesno socijalističko poduzeće je napravilo umjetno akumulacijsko jezero pregrađivanjem kanala, radi stvaranja vodene mase za navodnjavanje njiva i voćnjaka.
Poduzeće je gospodarskom krizom propalo, a jezero je ostalo i u međuvremenu je dobilo skroz drugu svrhu - postalo je okupljalištem ljubitelja prirode i ribiča.
Čonoplja se nalazi jugozapadno od ovog jezera, a Sombor je udaljen 15 km. Zauzima površinu od 40 hektara.

## Šport
Čonopljanski natjecatelji u velikom rukometu su bili prvaci Jugoslavije.
Športska društva i klubovi koji ovdje djeluju su:
- nogomet: Sloga

## Poznate osobe
- Đuro Lončar
- Ilija Džinić

## Vanjske poveznice
- (engl.) Čonoplja  Arhivirana inačica izvorne stranice od 9. studenoga 2007. (Wayback Machine) na fallingrain.com